# 張小月
張小月（1953年2月12日—），中華民國資深外交官，為中華民國外交部第一位女性次長、首位女性發言人、首位女性駐外大使。曾任駐奧地利代表、外交部常務次長、北美事務協調委員會主任委員、中華民國大陸委員會主任委員、海峽交流基金會董事長、臺港經濟文化合作策進會董事長，亦曾任駐英國代表、駐澳洲代表、駐奧地利代表、外交部北美司副司長、駐美國西雅圖辦事處處長、駐荷蘭代表、駐聖克里斯多福及尼維斯大使等職務。

## 早年及教育
張小月出生於彰化縣，籍貫浙江省紹興市。畢業於國立政治大學外交學系，1975年公務人員特種考試「外交領事人員」及格，外交領事人員講習所「外交領事人員專業講習班」第9期結業，並取得美國長島大學國際關係碩士學位。

## 職業生涯

### 駐英代表

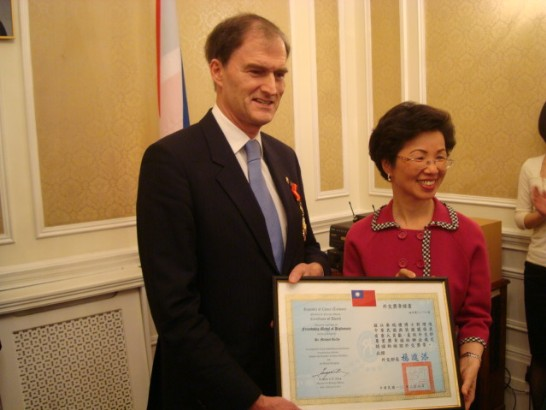
張小月（右）於駐英代表任內頒贈睦誼外交獎章予前英國貿易文化辦事處（現英國在台辦事處）處長麥瑞禮（左）

張小月推動臺英雙邊簽訂「航空服務營運協定」，增加臺英間航班，並促成英國給予臺灣民眾免簽證待遇，被認為對臺灣爭取歐盟免簽具指標意義。
2010年臺灣首次參加全球知名的英國「切爾西花展」，英國女王伊麗莎白二世駐足臺灣攤位時，張小月告訴女王，臺灣是「蘭花王國」，每年培育新品種，銷售到海外，全球有1/3的蘭花都來自臺灣；據悉女王聽了十分驚訝，更對現場展示的蘭花頻說「好看」。之後2011、2012年連續三年，女王也都有來到台灣攤位駐足欣賞。

## 軼事
- 在中華民國總統陳水扁出訪中南美洲前，時任外交部常務次長的張小月曾向媒體澄清，聲明外交部「絕對沒有以購買波音客機交換陳總統過境美國」的禮遇，且表示「臺美溝通管道良好，雙方都有很好的互信」。當被立委孫大千質問是否會對此話負起政治責任，張小月回答：「那是當然。不過，我是事務官。」[8]

## 爭議
張小月於2024年5月駐奧地利期間遭民眾爆料檢舉，指其於同年春節期間以公費資助赴義大利私人行程，「假考察真旅遊」。後外交部澄清，張小月該次赴義乃應駐教廷大使李世明之邀前往進行拜會，以就駐外館運作等議題進行交流，屬個人休假期間私人行程。隨後外交部更在例行記者會中回應，已要求駐館「嚴守公私分際，謹慎行事」以避免外界民眾誤解。同年10月，總統府發佈總統令，准張小月退職，並改任音樂家劉玄詠為駐奧地利代表。